# Penstemon procerus
Penstemon procerus är en grobladsväxtart som beskrevs av David Douglas och Robert Graham. Penstemon procerus ingår i släktet penstemoner, och familjen grobladsväxter.

## Underarter
Arten delas in i följande underarter:
- P. p. aberrans
- P. p. brachyanthus
- P. p. formosus
- P. p. modestus
- P. p. tolmiei

## Bildgalleri

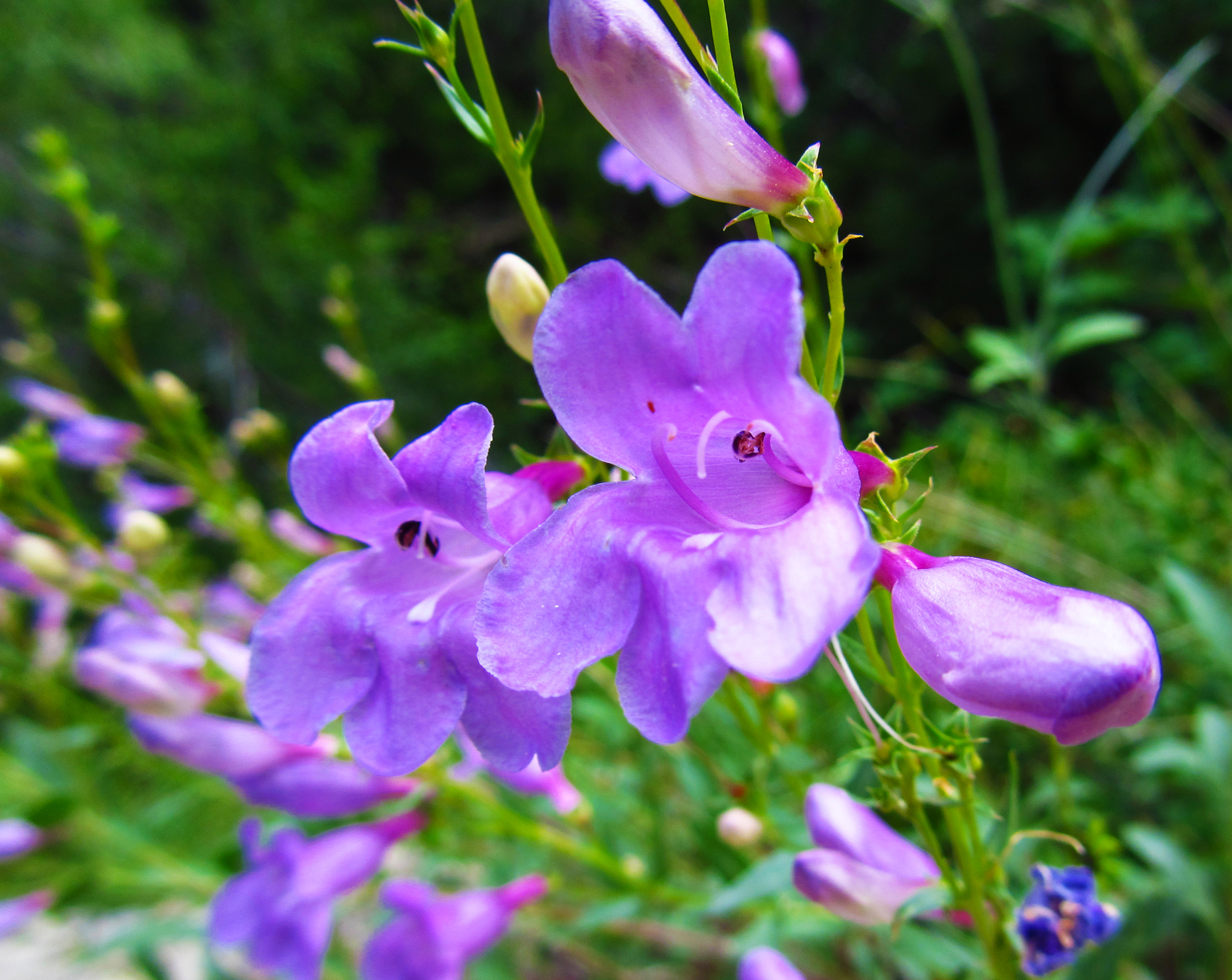
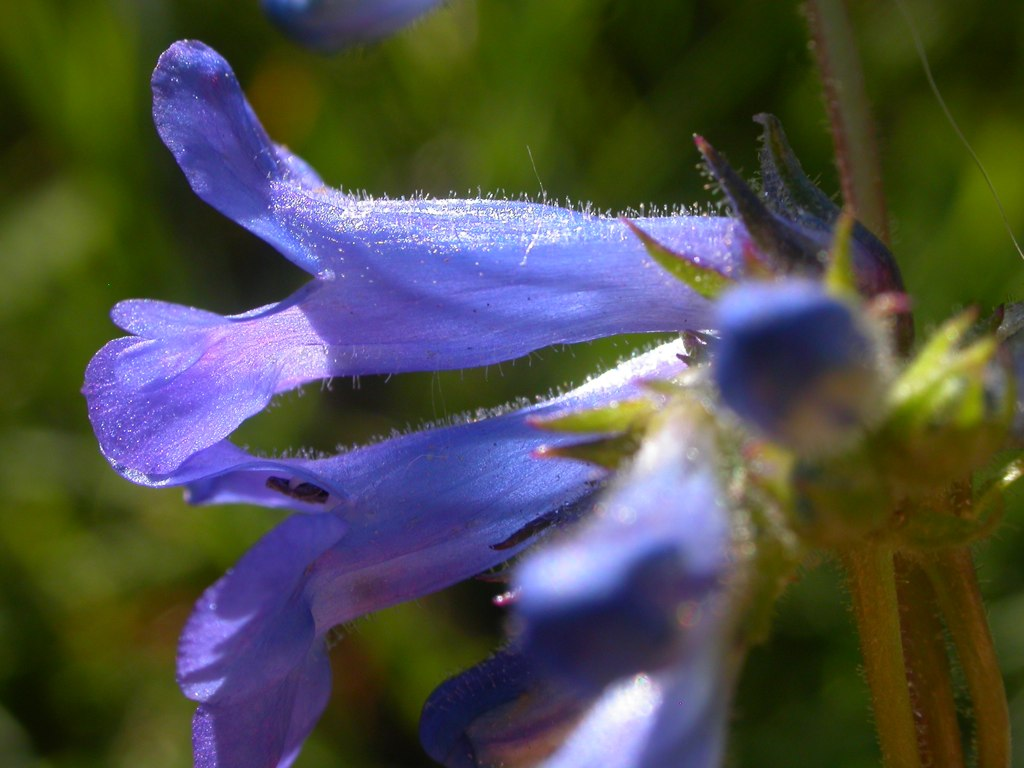
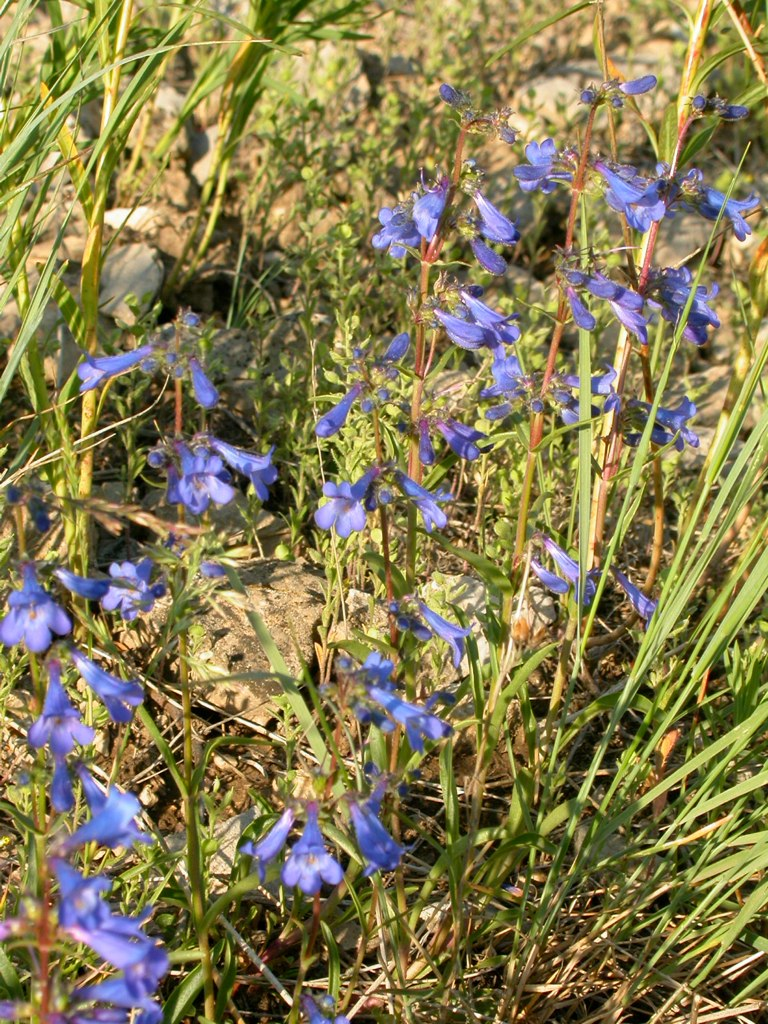
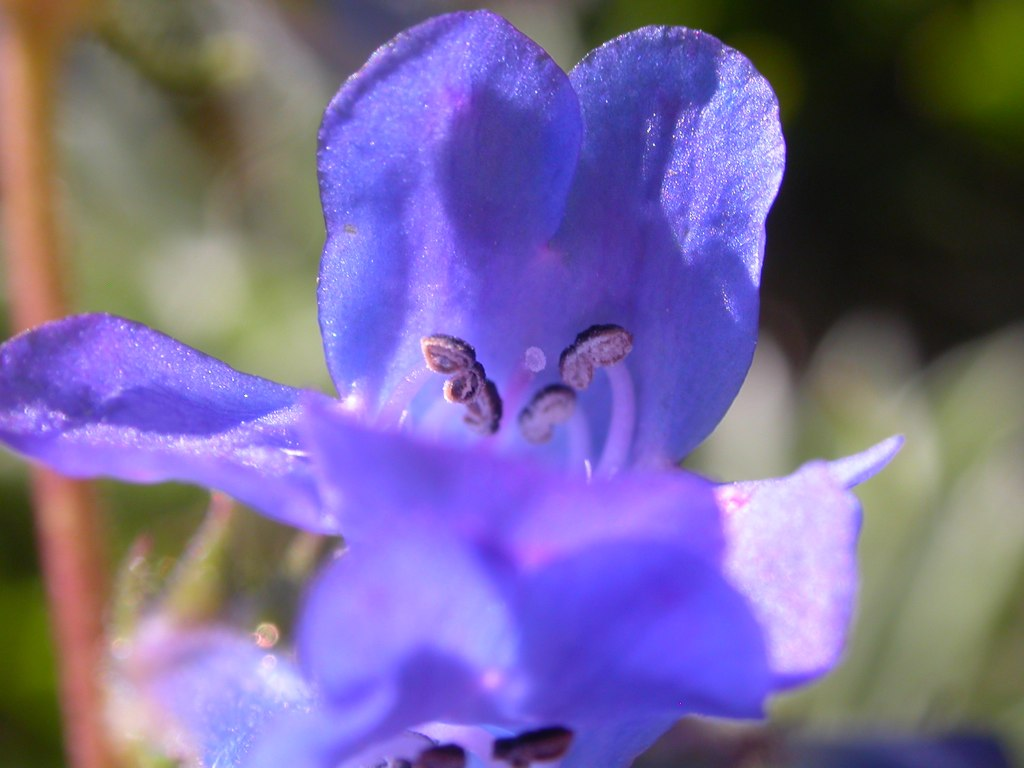
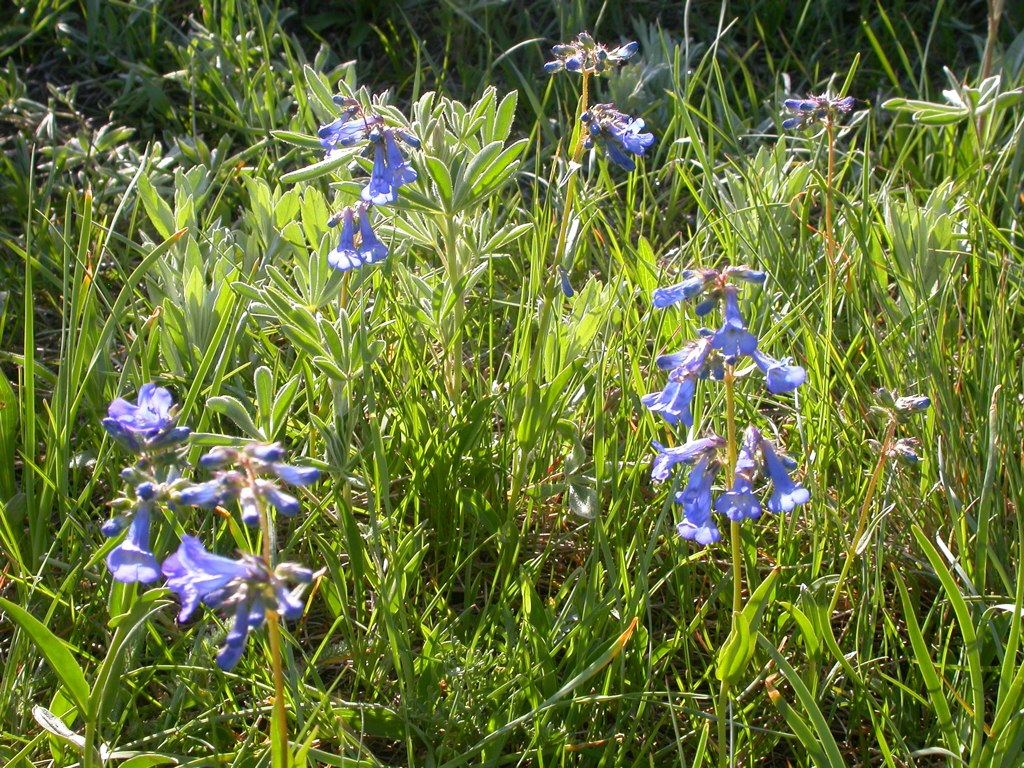
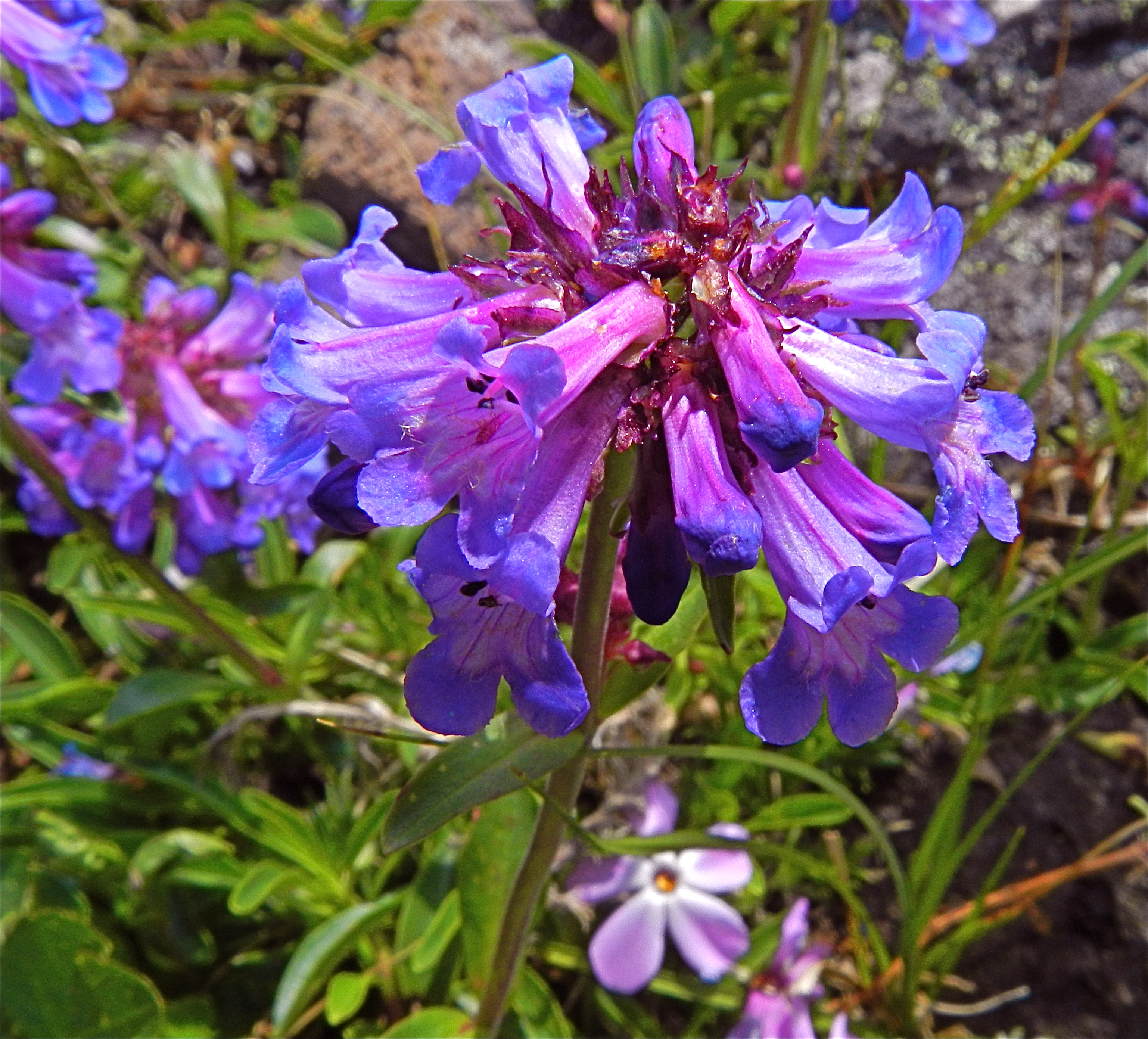